# سام وود (لاعب كريكت)
سام وود (3 أبريل 1993 في المملكة المتحدة - ) (بالإنجليزية: Sam Wood)‏ هو لاعب كريكت بريطاني. لعب مع نادي مقاطعة نوتنغهامشير للكريكت ‏.

## وصلات خارجية
- سام وود على موقع إي آس بي آن كريك إنفو (الإنجليزية)